# Socialisme van de 21e eeuw
Socialisme van de 21e eeuw is een politieke term en leuze bedacht door Heinz Dieterich in 1996. De term werd gebruikt door Hugo Chávez tijdens een toespraak op het Wereld Sociaal Forum van 2005 en is actief door Dieterich wereldwijd gepubliceerd sinds 2000, vooral in Latijns-Amerika.

## Bolivariaans proces
Dieterich wordt beschouwd als de (informele) adviseur van het Bolivariaanse ontwikkelingsproces dat wordt uitgevoerd door de Venezolaanse president Hugo Chávez. Volgens Dieterich zijn zowel het "industriële kapitalisme" als het "echte socialisme" er niet in  geslaagd "om de dringende problemen van de mensheid op te lossen, zoals armoede, honger, exploitatie, economische onderdrukking, seksisme, racisme, de vernietiging van natuurlijke hulpbronnen, en de afwezigheid van een echte participatiedemocratie."